# 山寺秀雄
山寺 秀雄（やまてら ひでお、1924年 - ）は、日本の化学者。理学博士。専門は無機化学で、立教大学教授、名古屋大学名誉教授、大同工業大学名誉教授を歴任。京都府出身。愛知一中を経て、東京帝国大学卒業。
金属錯体の吸収スペクトルを説明する山寺則を創始し、金属錯体の配位構造を研究。こうした業績により、1981年日本化学会賞、1997年日本学士院賞受賞。

## 主な著書
- 1970年 無機錯体の化学（C.K.ヨルゲンセン著、山寺秀雄,中原勝儼訳 共立出版）